# 21e étape du Tour de France 1965
La 21e étape du Tour de France 1965 est une étape qui a eu lieu le mardi 13 juillet 1965 entre Auxerre et Versailles, en France, sur une distance de 118,5 km. Elle a été remportée par le Néerlandais Gerben Karstens. L'Italien Felice Gimondi conserve le maillot jaune.

## Classement de l'étape
| \| Classement de l'étape \| Classement de l'étape \| Classement de l'étape \| Classement de l'étape \| Classement de l'étape \| \| Coureur \| Coureur \| Pays \| Équipe \| Temps \| \| --------------------- \| --------------------- \| --------------------- \| ------------------------ \| --------------------- \| \| 1er \| Gerben Karstens \| Pays-Bas \| Televizier \| \| \| 2e \| Rik Van Looy \| Belgique \| Solo-Superia \| \| \| 3e \| Guido Reybrouck \| Belgique \| Flandria-Romeo \| \| \| 4e \| Georges Vandenberghe \| Belgique \| Flandria-Romeo \| \| \| 5e \| Benoni Beheyt \| Belgique \| Wiel's-Groene Leeuw \| \| \| 6e \| Jan Janssen \| Pays-Bas \| Pelforth-Sauvage-Lejeune \| \| \| 7e \| Michael Wright \| Royaume-Uni \| Wiel's-Groene Leeuw \| \| \| 8e \| Jo de Roo \| Pays-Bas \| \| \| \| 9e \| Henk Nijdam \| Pays-Bas \| Televizier \| \| \| 10e \| Gilbert Desmet \| Belgique \| Wiel's-Groene Leeuw \| \| |                      |             |                          |       |
| |                      |             |                          |       |
| |                      |             |                          |       |
| Classement de l'étape |                      |             |                          |       |
| Coureur | Coureur              | Pays        | Équipe                   | Temps |
| 1er | Gerben Karstens      | Pays-Bas    | Televizier               |       |
| 2e | Rik Van Looy         | Belgique    | Solo-Superia             |       |
| 3e | Guido Reybrouck      | Belgique    | Flandria-Romeo           |       |
| 4e | Georges Vandenberghe | Belgique    | Flandria-Romeo           |       |
| 5e | Benoni Beheyt        | Belgique    | Wiel's-Groene Leeuw      |       |
| 6e | Jan Janssen          | Pays-Bas    | Pelforth-Sauvage-Lejeune |       |
| 7e | Michael Wright       | Royaume-Uni | Wiel's-Groene Leeuw      |       |
| 8e | Jo de Roo            | Pays-Bas    |                          |       |
| 9e | Henk Nijdam          | Pays-Bas    | Televizier               |       |
| 10e | Gilbert Desmet       | Belgique    | Wiel's-Groene Leeuw      |       |

## Classements à l'issue de l'étape

### Classement général
| \| Classement général \| Classement général \| Classement général \| Classement général \| Classement général \| \| Coureur \| Coureur \| Pays \| Équipe \| Temps \| \| ------------------ \| ------------------- \| ------------------ \| ------------------------ \| ------------------ \| \| 1er \| Felice Gimondi \| Italie \| Salvarani \| \| \| 2e \| Raymond Poulidor \| France \| Mercier-BP-Hutchinson \| \| \| 3e \| Gianni Motta \| Italie \| Molteni \| \| \| 4e \| Jean-Claude Lebaube \| France \| Ford France-Gitane \| \| \| 5e \| José Pérez Francés \| Espagne \| Ferrys \| \| \| 6e \| Henri Anglade \| France \| Pelforth-Sauvage-Lejeune \| \| \| 7e \| Guido De Rosso \| Italie \| Molteni \| \| \| 8e \| Karl-Heinz Kunde \| Allemagne \| Wiel's-Groene Leeuw \| \| \| 9e \| Jan Janssen \| Pays-Bas \| Pelforth-Sauvage-Lejeune \| \| \| 10e \| Frans Brands \| Belgique \| Flandria-Romeo \| \| |                     |           |                          |       |
| |                     |           |                          |       |
| |                     |           |                          |       |
| Classement général |                     |           |                          |       |
| Coureur | Coureur             | Pays      | Équipe                   | Temps |
| 1er | Felice Gimondi      | Italie    | Salvarani                |       |
| 2e | Raymond Poulidor    | France    | Mercier-BP-Hutchinson    |       |
| 3e | Gianni Motta        | Italie    | Molteni                  |       |
| 4e | Jean-Claude Lebaube | France    | Ford France-Gitane       |       |
| 5e | José Pérez Francés  | Espagne   | Ferrys                   |       |
| 6e | Henri Anglade       | France    | Pelforth-Sauvage-Lejeune |       |
| 7e | Guido De Rosso      | Italie    | Molteni                  |       |
| 8e | Karl-Heinz Kunde    | Allemagne | Wiel's-Groene Leeuw      |       |
| 9e | Jan Janssen         | Pays-Bas  | Pelforth-Sauvage-Lejeune |       |
| 10e | Frans Brands        | Belgique  | Flandria-Romeo           |       |